# 救亡日报印刷厂旧址
救亡日报印刷厂旧址位于中国广西壮族自治区桂林市七星区白面山南麓山洞内，普陀路西侧。
该山洞洞口高5米，宽13米，进深21米。民国28年1月起在该处设置印刷厂，印刷《救亡日报》，当时注册为“建国印刷厂”。洞内铺设木板，上方放置印刷机，报纸的编校印刷等工作皆在该处进行。洞外建有瓦舍，为该厂工作人员宿舍。民国30年2月28日《救亡日报》停刊后，夏衍将该厂转让，所得资金用于工作人员撤退。陈嘉庚曾向该印刷厂赠送一套铸字铜模。1987年公布为桂林市文物保护单位。